# Reithaus (Leipzig)

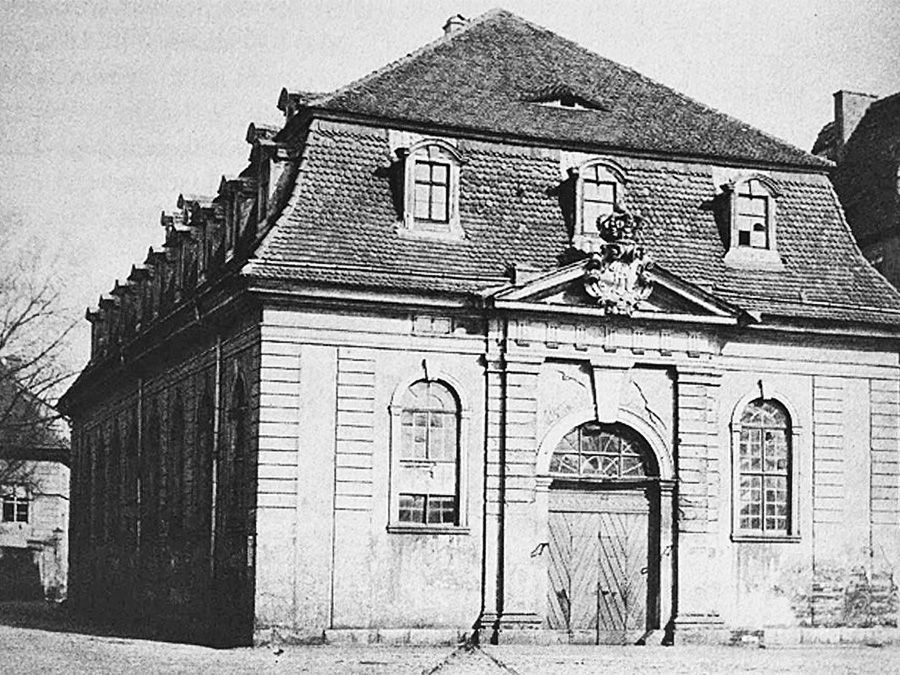
Das Reithaus um 1865

Das Reithaus in Leipzig bot von 1718 an 150 Jahre lang die Möglichkeit, das Reiten in der Stadt unabhängig vom Wetter auszuüben.

## Lage und Gestalt
Das Reithaus befand sich zwischen dem Ranstädter Tor, das bis 1828 bestand, und dem 1766 auf der ehemaligen Rannischen Bastei fertiggestelltem Alten Theater. Diese Stelle war der Raum zwischen der inneren und äußeren Stadtmauer (Zwinger). Heute entspricht der Ort der Einmündung des Fußweges entlang der Höfe am Brühl auf den Richard-Wagner-Platz (bis 1913 Theaterplatz). Auch beginnt dort die heutige Richard-Wagner-Straße.
Das eingeschossige, barocke, 59 Ellen lange Gebäude besaß an der Längsseite neun Fensterachsen mit hohen rundbogigen Fenstern. An den Schmalseiten befanden sich torartige Zugänge, überragt von flachen Ziergiebeln, an denen in Stein am vorderen die Initialen Augusts des Starken mit Krone und am hinteren das Leipziger Stadtwappen prangten. Unter dem Mansardwalmdach mit Bogendachgauben war die Wohnung des Universitätsstallmeisters. Die Stallungen waren ein gesonderter Bau. Bei gutem Wetter konnte auch hinter dem Haus geritten werden.

## Geschichte
Die Reitbahn im Erdgeschoss eines nach der Aufhebung des Bernhardinerkollegs errichteten Kornhauses am östlichen Ende des Brühls war 1700 durch den Bau des Georgenhauses verlorengegangen. Danach stand nur eine kleine Reitbahn in Zotens Hof zur Verfügung.

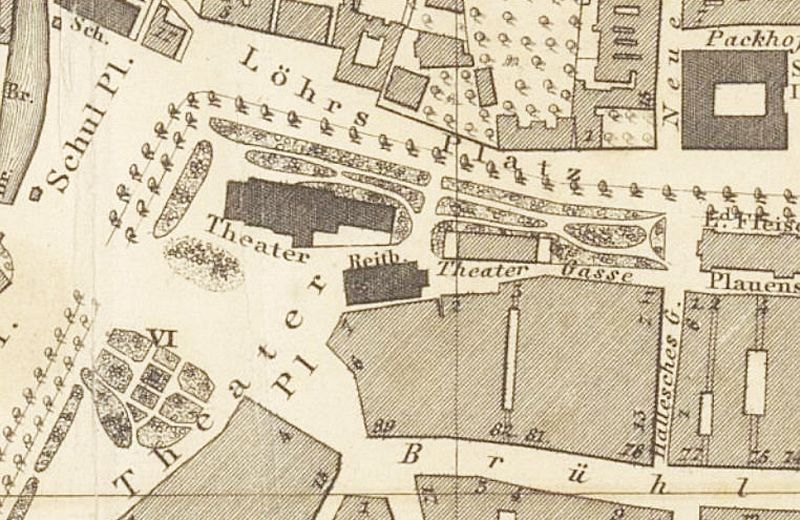
Lage des Reithauses (Reitb.), Plan von 1864
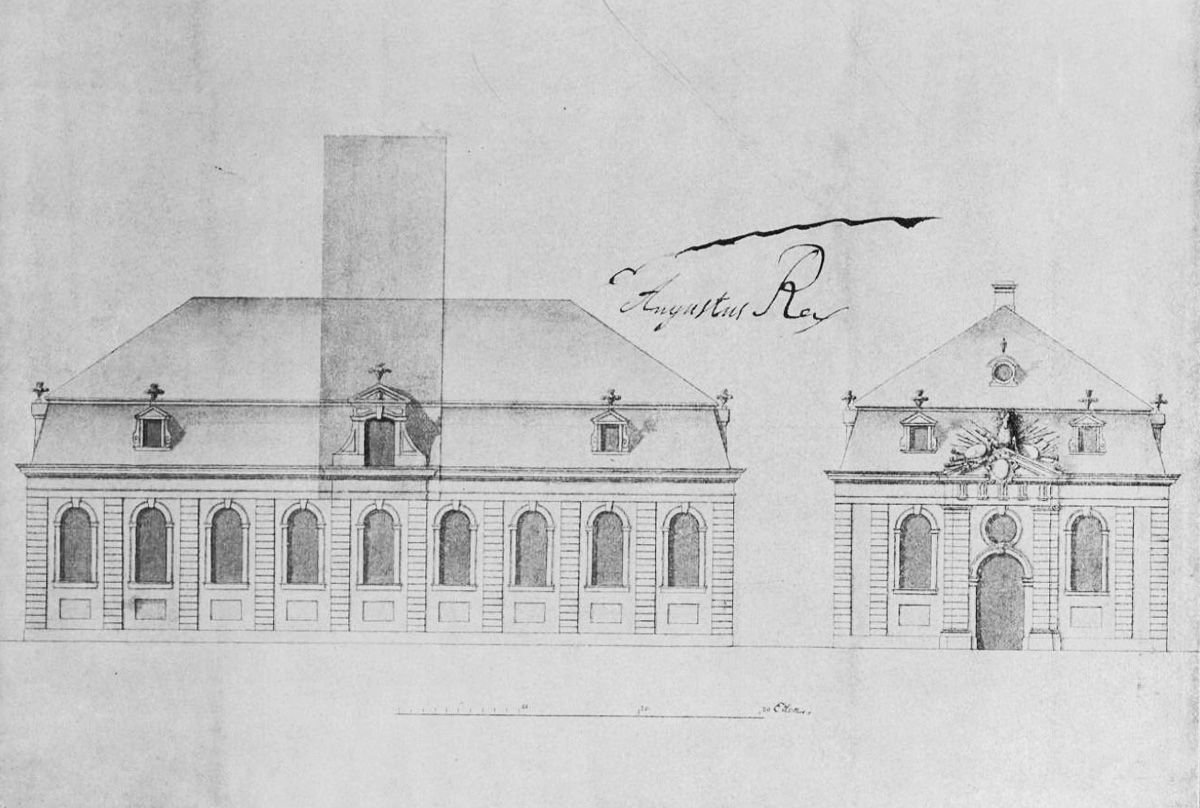
Von August dem Starken signierte Bauzeichnung
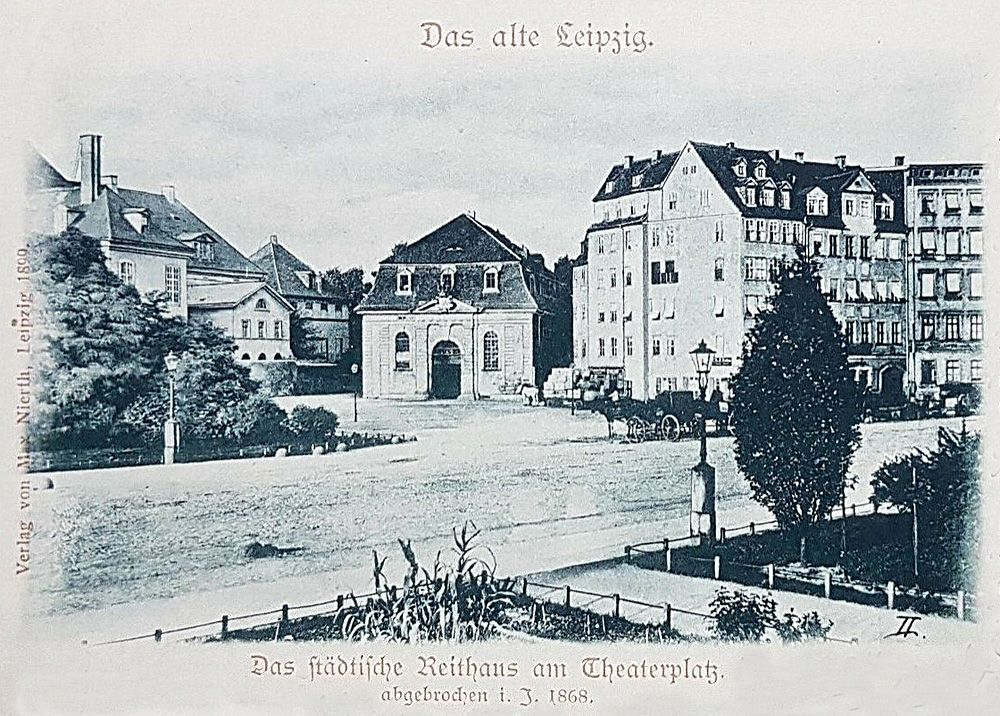
Das Reithaus am Theaterplatz kurz vor dem Abriss

1716 legte der Rat der Stadt August dem Starken Baupläne für ein Reithaus vor, die dieser aber verwarf. Er ließ stattdessen die Planung in Dresden von Johann Christoph von Naumann ausführen. 1717/1718 erfolgte der Bau, an dem neben Ratsmaurermeister Adam Jacob auch der Leipziger Baumeister Christian Döring beteiligt war. Die Bauplastik fertigte der Weißenfelser Bildhauer Johann Gottfried Griebenstein.
Das Reithaus diente schwerpunktmäßig der Reitausbildung der Studenten durch den Reit- und Stallmeister der Universität. Obwohl in der Literatur mitunter das Reiten zu Goethes Leipziger Lieblingsbeschäftigungen gezählt und er mit dem Reithaus in Verbindung gebracht wird, dürfte das nach eigenem Bekunden nicht unbedingt zutreffen, wenn er aus Leipzig an seine Schwester Cornelia schreibt: „Ich habe dem Concerte, der Commödie, dem Reiten und Fahren gänzlich entsagt“. Reiten hatte er schon in Frankfurt gelernt.
Nach dem Abbruch der Oper am Brühl 1720 und bis zur Eröffnung des Alten Theaters 1766 wurde das Reithaus zu den Messezeiten zu Opernaufführungen, insbesondere durch italienische Theatergruppen (u. a. die der Gebrüder Mingotti), genutzt, wozu es 1744 baulich angepasst wurde.
1821 wurde das an das Theater angrenzende Stallgebäude neu aufgeführt und auch die Wohnung des Universitätsstallmeisters hierhin verlegt. Der letzte hier tätige Universitätsreit- und Stallmeister war Albert Röhling. Gegen Ende der 1860er Jahre war das Reithaus dem Ausbau der Theatergasse, der späteren Richard-Wagner-Straße, im Wege und wurde deshalb 1868 abgerissen.